# Junkers Ju 88
 (mars 2024).
Le Junkers Ju 88 fut l'avion le plus polyvalent de la Luftwaffe, utilisé selon ses versions pour le bombardement horizontal ou en piqué, le torpillage, la chasse lourde (destroyer) et la chasse de nuit, la reconnaissance, l'entraînement, la détection radar des navires. Il a été conçu en Allemagne en 1935 par Junkers et mis en production en 1939 en tant que bombardier moyen et rapide.
Un total de 14 676 Ju 88 furent produits de 1936 à 1945, dont 104 prototypes.

## Historique
Le premier vol expérimental du Junkers Ju 88 eut lieu le 21 décembre 1936. Sa mise au point fut difficile, comme en témoigne l'aide de camp du Führer pour la Luftwaffe Nicolaus von Below dans ses mémoires. Après une batterie de tests et plusieurs prototypes, l'avion fut mis en production à la mi-1939 avec le Ju 88 A-1.  Son premier engagement opérationnel se fit le 26 septembre 1939 lorsque quatre appareils accompagnés par neuf Heinkel He 111 attaquèrent sans succès une formation de la flotte britannique en Mer du Nord. 
De construction entièrement métallique, rapide, maniable et apprécié des équipages, le Ju 88 fut utilisé de manière intensive sur tous les théâtres d'opérations de la Wehrmacht lors du conflit. Le 1er juin 1943, un Douglas DC-3 (vol BOAC 777) partant de l'aéroport de Portela au Portugal à destination de l'aéroport de Whitchurch (en), près de Bristol en Angleterre, est abattu  dans le golfe de Gascogne  par huit chasseurs-bombardiers à long rayon d'action allemands Junkers Ju 88C-6, entraînant la mort des 17 personnes à bord, parmi lesquelles l'acteur Leslie Howard.

## Caractéristiques techniques

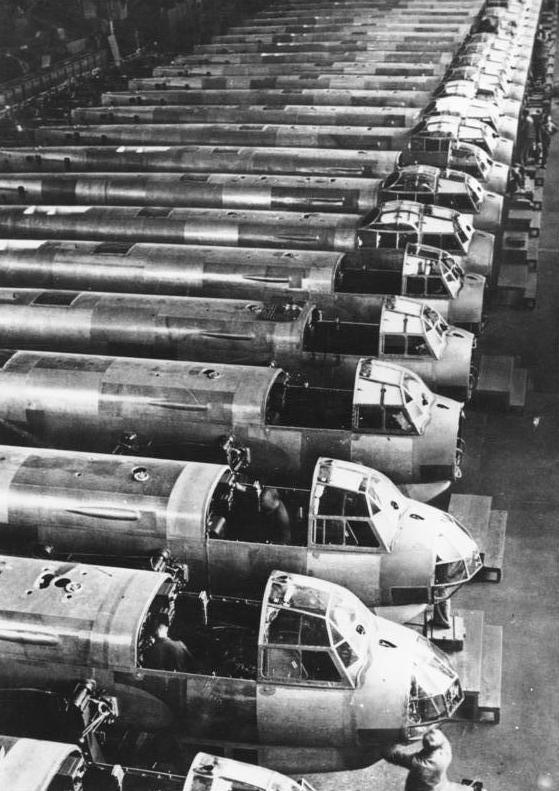
Ligne de fabrication du Ju 88 en 1941.

### Ju 88 A-4
- Utilisation : bombardier capable de bombarder en piqué.
- Envergure : 20,08 m .
- Longueur : 14,40 m.
- Hauteur : 4,85 m.
- Surface alaire : 54,5 m2.
- Moteurs : deux Junkers Jumo 211 J V12 de 1 410 ch chacun.
- Vitesse maximale : 470 km/h.
- Plafond pratique : 8 200 m.
- Autonomie : 2 730 km (sans bombes).
- Masse maximale au décollage : 14 000 kg.
- Équipage : quatre membres.
- Armement :
  - cinq mitrailleuses cal. 7,92 mm MG 81 (en) ;
  - une mitrailleuse cal. 13 mm MG 131 ;
  - jusqu'à 500 kg de bombes à l'intérieur (dix bombes de 50 kg) ;
  - jusqu'à 3 000 kg de bombes à l'extérieur : quatre supports sous les ailes pour des bombes d'un poids jusqu'à 1 000 kg (vers l'intérieur) et 500 kg (vers l'extérieur).

### Ju 88 C-6 (1942-44)
Utilisation : chasseur-bombardier/Attaque au sol (Zerstörer) (C-6a) et chasseur de nuit (C-6b) 
- Envergure : 20,08 m
- Longueur : 14,36 m
- Hauteur : 5,05 m
- Surface alaire : 54,53 m2
- Charge alaire : 224 kg/m2
- Moteurs : deux Junkers Jumo 211 J V12 de 1 410 ch chacun
- Masse en charge : 12 332 kg
- Vitesse maximale : 494 km/h à 5 300 m
- Plafond max. : 9 900 m
- Vitesse ascensionnelle : 540 m/min
- Autonomie : 1 050 km (sans réservoirs additionnels)
- Armement C6a :

Un canon de 20 mm MG FF/M et trois mitrailleuses MG 17 dans le nez
une mitrailleuse mobile de 7,92 mm MG 81Z (MG 81 jumelée) ou une mitrailleuse de 13 mm MG 131 tirant vers l'arrière
en option dans la gondole ventrale : deux canons MG FF/M frontaux (Attaque au sol) ou
en option dans la gondole ventrale : une mitrailleuse de 7,92 mm MG 81Z ou de 13 mm MG 131 tirant vers l'arrière (chasseur-bombardier)
500 kg de bombes à l'intérieur, jusqu'à 2 000 kg à l'extérieur (chasseur-bombardier)
- Armement C-6b :

Trois canons de 20 mm MG FF/M dans le nez et la nacelle ventrale ainsi que trois mitrailleuses de 7,92 mm MG 17 dans le nez
une mitrailleuse mobile de 7,92 mm MG 81Z (MG 81 jumelée) ou une mitrailleuse de 13 mm MG 131 tirant vers l'arrière
en option (plus tard courant) deux canons de 20 mm MG 151/20 dans le fuselage tirant vers l'avant-haut à 60°
- Radar C-6b :

modèles initiaux éventuellement sans radar ou avec appareil de vision infra-rouge
FuG 202 Lichtenstein B/C (fin 1942)m FuG 212 Lichtenstein C1 (mi-1943), FuG 220 Lichtenstein SN2 (début 1944)
FuG 350 Naxos-Z en tant que récepteur radar passif

### Ju 88 G-6 (1944-45)
- Utilisation : chasseur de nuit
- Longueur : 15,55 m (16,50 m avec le radar)
- Hauteur : 4,85 m
- Envergure : 20,08 m
- Surface alaire : 54,53 m2
- Charge alaire : 239 kg/m2
- Moteurs : deux Junkers Jumo 213 A V12 de 1 750 ch chacun
- Vitesse maximale : 625 km/h
- Plafond max. : 10 000 m
- Vitesse ascensionnelle : 505 m/min
- Autonomie : 2 250 km (avec réservoirs additionnels)
- Masse max. au décollage : ~14 500 kg
- Armement :

Quatre canons de 20 mm MG 151/20 frontaux et une mitrailleuse mobile de 13 mm MG 131 tirant vers l'arrière-haut
Deux canons de 20 mm MG 151/20 dans l'arrière du fuselage tirant vers l'avant-haut à 60°
- Radar (actif) :

FuG 220 Lichtenstein SN2 (Standard), certains éventuellement avec FuG 228 Lichtenstein SN3 (tardif / très rare) ou
FuG 218 Neptun V/R avec détection de chasseurs de nuit ennemis
Modèles très tardifs avec FuG 240 « Berlin » (avril/mai 1945, environ 30 exemplaires construits / modifiés))
- Radar (passif) :

FuG 350 Naxos-Z pour la détection d'émissions du « radar H2S »
FuG 227 Flensburg pour la détection d'émissions « Monica »

## Variantes
- Ju 88 D : avion de reconnaissance, dérivé de la série A, avec une plus grande autonomie ou équipement photo, vitesse max. env. 560 km/h.
- Ju 88 H : chasseur grand rayon d'action, pour missions au-dessus de la mer - fuselage rallongé.
- Ju 88 P : destructeur de bombardiers, modification de bombardiers de la série A, avec des canons de 37, 50 et 75 mm, peu d'exemplaires construits par suite de problèmes techniques.
- Ju 88 R : chasseur de nuit amélioré, fuselage du C-6 avec des moteurs BMW 801.
- Ju 88 S : bombardier rapide portant deux tonnes de bombes, avec un nez aérodynamique en verre et sans gondole, donc avec moins d'armement défensif et avec des moteurs BMW 801 G pour la version S-1 (vitesse max. env. 600 km/h, disponible à partir du printemps 1944); BMW 801 TJ pour la version S-2 ; Jumo 213 E-1 pour la version S-3.
- Ju 88 T : avion de reconnaissance, dérivé du Ju 88 S, peu d'exemplaires construits.
- Ju 188 : évolution vers bombardier (A-1 &. E-1) / torpilleur 188 (E-2) / avion de reconnaissance (D &. F).
- Ju 288 : évolution vers bombardier / avion de reconnaissance. Aucune production en série.
- Ju 388 : évolution vers bombardier / avion de reconnaissance / chasseur de nuit pour des hautes altitudes. Seule la version de reconnaissance fut produite en série.
- Ju 488 : projet de bombardier stratégique dérivé du Ju 88.

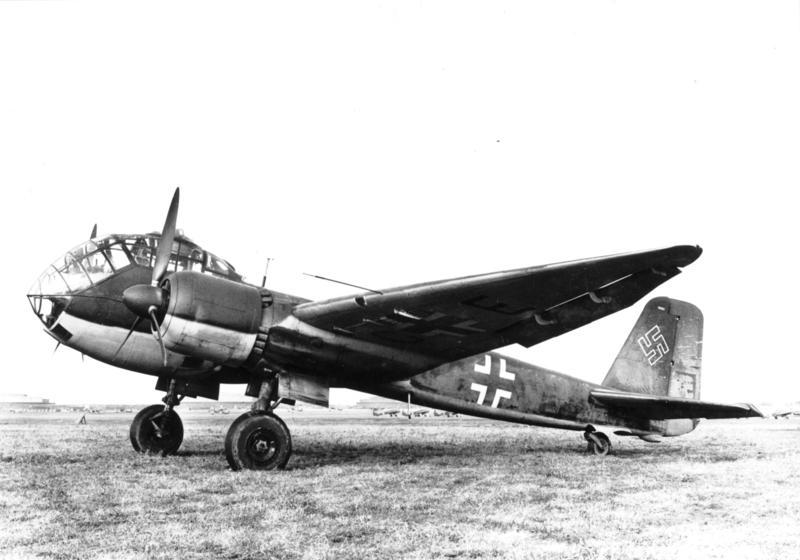
Le Ju 188.
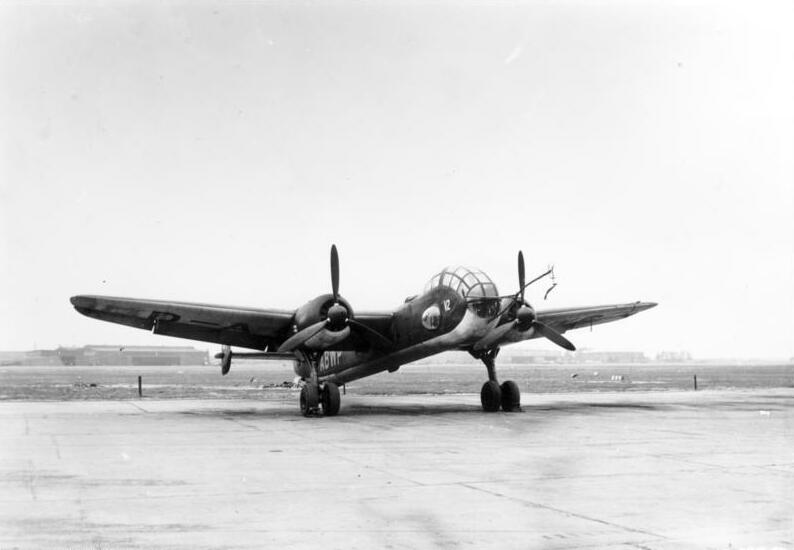
Le Ju 288.
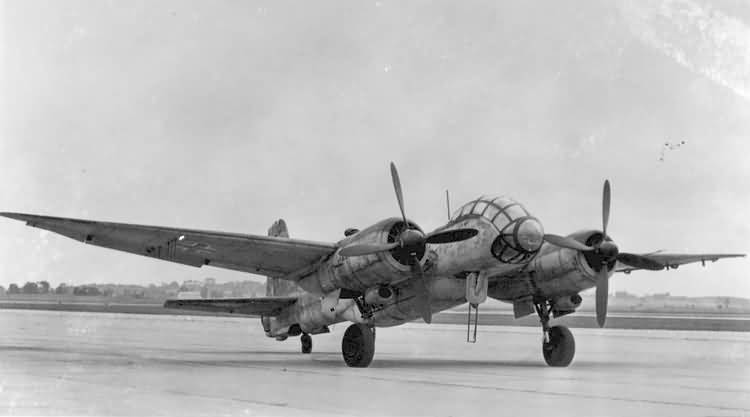
Le Ju 388.
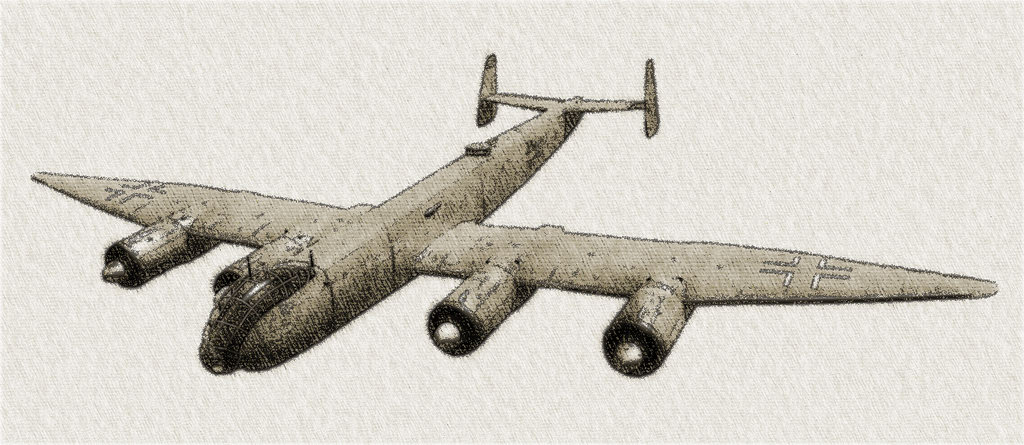
Le projet Ju 488.

## Le programme Mistel
À partir de 1942, pour compenser son manque de bombardiers lourds, la Luftwaffe a commencé à expérimenter l'utilisation d'anciens bombardiers Junkers Ju 88 usés par les années de guerre comme d'énormes ogives à charge creuse en les guidant vers leur cible avec un avion de chasse monté sur l'arrière du bombardier sans pilote. Bien qu'il n'ait pas été aussi efficace que les planificateurs de la Luftwaffe l'avaient espéré, le programme Mistel a continué à être développé en profondeur en 1944. L'unité était à l'origine destinée à attaquer les installations navales à Gibraltar, Leningrad ou Scapa Flow en Écosse, mais l'invasion de la Normandie a détourné les efforts pour les opérations anti-invasion.
Dans la nuit du 24 juin 1944, 5 Mistel de la Kampfgeschwader 101 ont été envoyés depuis l'aérodrome de Saint-Dizier contre des cibles dans l'estuaire de la Seine. Bien que l'un des Ju 88 volant à 380 km/h ait été abattu par un Mosquito de la RAF, les quatre autres pilotes ont réussi leur lancement et ont endommagé plusieurs navires,.
La faisabilité de l'attaque de Scapa Flow est avérée et, en août 1944, les forces de Mistel ont été concentrées à Grove dans le Schleswig-Holstein. Le 11 novembre 1944, des Lancaster de la Royal Air Force attaquent le navire de guerre allemand Tirpitz et le font chavirer. Avec la destruction du Tirpitz, il n'y avait plus aucune obligation capitale pour les navires sur le théâtre de l'Atlantique, et bientôt ceux de la Home Fleet à Scapa Flow sont sur le chemin de la guerre du Pacifique, en laissant les Mistel sans aucun objectif valable à Scapa Flow.
Tous les Mistel ont été placés sous le commandement du KG 200 et de l'Oberst (Colonel) Joachim Helbig. En fin 1944, l'accent est mis dans toutes les attaques sur les armements soviétiques et les centrales électriques, mais en mars 1945, les bases aériennes ont été rendues impraticables par l'avance soviétique et l'opération Eisenhammer dut être précipitamment abandonnée. Le KG 200 reçoit l'ordre de concentrer les opérations de Mistel contre les ponts sur l'Oder et la Neisse. Le 27 avril 1945, 7 avions Mistel sous le commandement du Leutnant Dittmann du II./KG 200, escortés par des Fw 190, sont lancés contre les passages à Küstrin, mais seulement deux Mistel atteignent leur objectif. Les résultats ne sont pas concluants car les ponts sont demeurés intacts. En avril, les unités de Mistel sont dissoutes et le personnel navigant dispersé dans des unités de combat à proximité.

## Appareils conservés
Seuls deux exemplaires complets ont été conservés : l'un au RAF Museum Midlands, Cosford, Grande-Bretagne, l'autre au National Museum of the USAF, Dayton, Ohio, États-Unis.

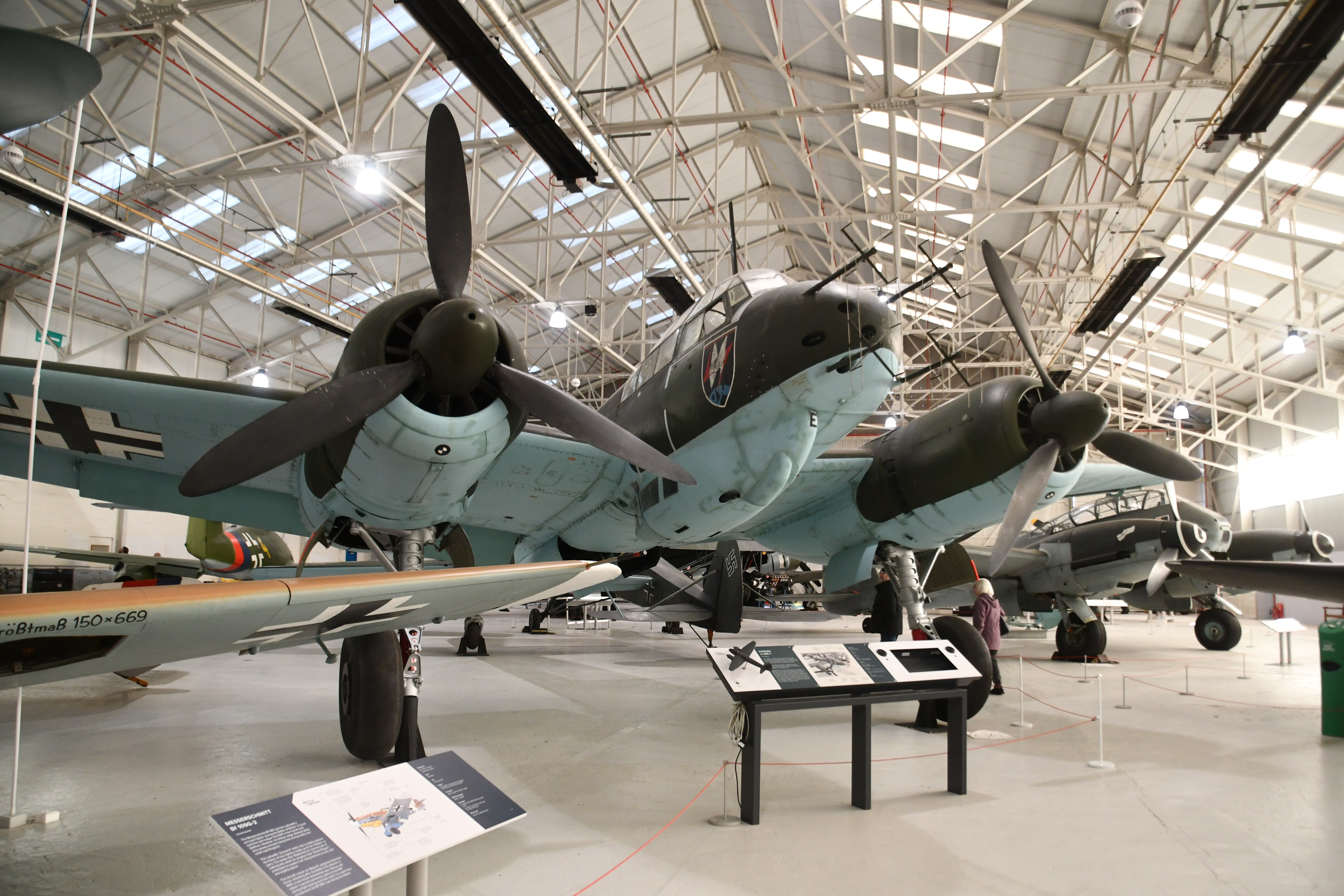
Junkers Ju88 R-1, RAF Museum Midlands[10], Cosford.
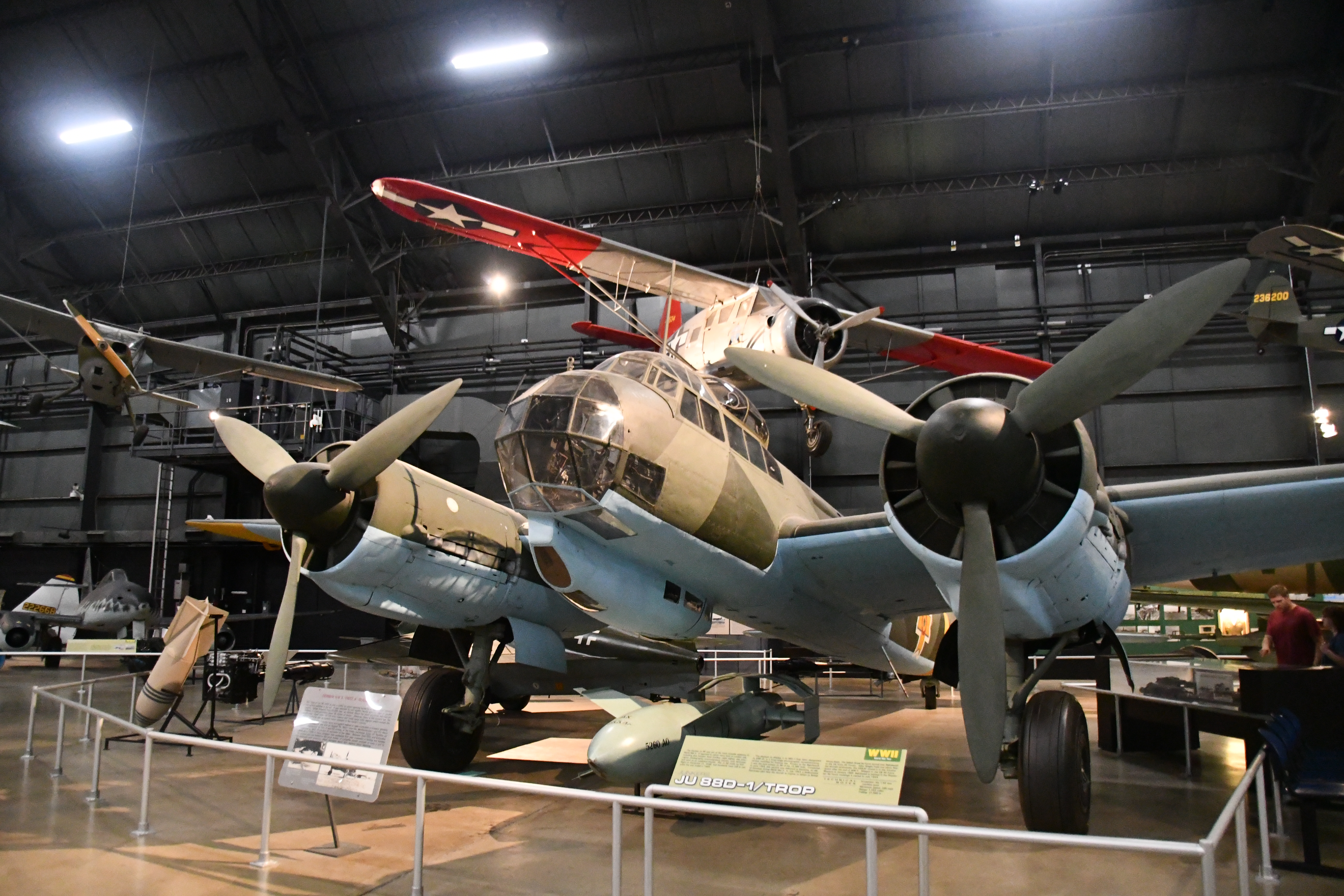
Junkers JU 88D-1 au National Museum of the USAF, Dayton, Ohio, États-Unis.